# Wang Yue
Wang Yue, född 8 maj 1999 i Qinhuangdao, är en kinesisk paraidrottare som tävlar i längdåkning och skidskytte. Hon tävlar i klassen B2, som är för synskadade idrottare.

## Karriär
Wang började med längdåkning 2016. Hon tävlade vid paralympiska vinterspelen 2022 i Peking och tog brons i damernas 10 kilometer skidskytte efter att slutat bakom tyska Leonie Maria Walter och ukrainska Oksana Sjysjkova. Wang tog därefter silver i damernas 10 kilometer längdskidåkning efter att slutat bakom tyska Linn Kazmaier.